# Bahunidanda
Bahunidanda (nep. बाहुनीडाँडा) – gaun wikas samiti we wschodniej części Nepalu w strefie Sagarmatha w dystrykcie Khotang. Według nepalskiego spisu powszechnego z 2001 roku liczył on 458 gospodarstw domowych i 2698 mieszkańców (1358 kobiet i 1340 mężczyzn).